# Kreuzfahrtschiffbau in China
Der Kreuzfahrtschiffbau in China ist der Bau von Kreuzfahrtschiffen in der Volksrepublik China. Der chinesische Bau von Kreuzfahrtschiffen spielte in der chinesischen Wirtschaft und im internationalen Schiffbau bisher eine untergeordnete Rolle, wurde aber durch die Regierung Chinas zur zukünftigen strategisch wichtigen Industrie erklärt.

## Hintergrund
Bezogen auf den Schiffbau war China 2017 mit 769 abgelieferten mit 23,74 Mio. BRZ und 11,86 Mio. CGT vermessenen Schiffen bereits das weltweit führende Land vor Südkorea mit 293 Schiffen, 23,42 Mio. BRZ und 10,53 Mio. CGT. China hat mehr als 1600 Werften, ein Drittel haben Schwierigkeiten, aufgrund der Überkapazitäten und Qualitätsstandards zu überleben. Eine Bestandsaufnahme mit dem Ziel einer Strukturierung der chinesischen Industrie und Werftenlandschaft ergab eine sogenannte Weiße Liste mit 51 Werften, die im nationalen und internationalen Wettbewerb eine Rolle spielen.

## Bau von Kreuzfahrtschiffen „Made in China 2025“
China strebt auch in den strategisch wichtig bewerteten Bereichen Schiffbau und Meerestechnik und hier besonders bei den technisch sehr komplexen Kreuzfahrtschiffen, die bisher fast ausschließlich auf in Europa angesiedelten Werften gebaut werden, bis 2025 die weltweite Führung an. Die zentrale politische Strategie „Made in China 2025“ sieht vor, durch Aufwertung spezieller Werften und der eigenen Zulieferindustrie sowie mit den Instrumenten von chinesischen Firmenbeteiligungen oder sogar Übernahmen (wie z. B. von Teilen von Wärtsilä) im In- und Ausland die Ziele von „Made in China 2025“ zu erreichen.

## Eigene Kreuzfahrtindustrie

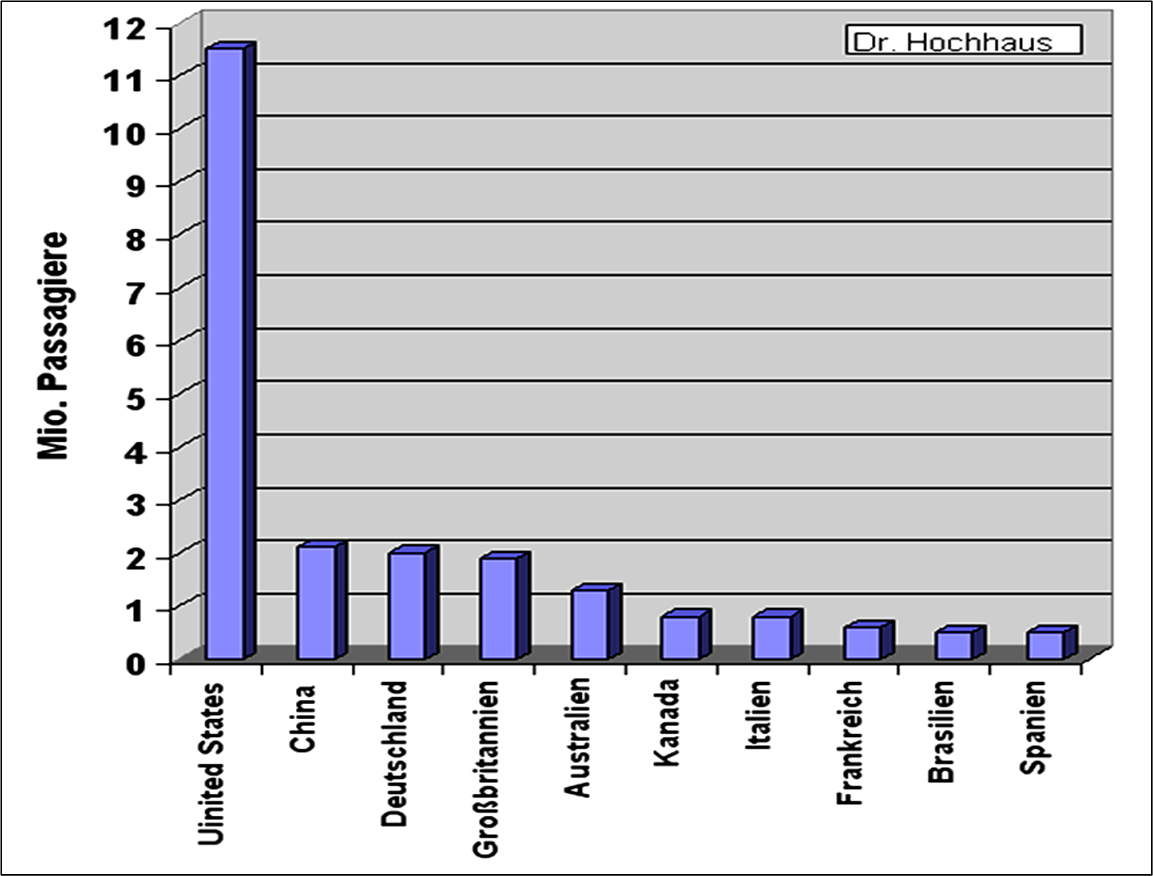
Passagierzahlen der globalen Kreuzschifffahrt

Im März 2014 stellte das chinesische Transportministerium ein offizielles Papier zum Aufbau einer eigenen Kreuzfahrtindustrie vor. Darin ist u. a. enthalten, dass importierte Kreuzfahrtschiffe nicht älter als zehn Jahre sein dürfen. Ein Jahr später wurden Ausbaupläne für die zwölf zukünftigen chinesischen Kreuzfahrthäfen vorgestellt.
2016 führten 2,1 Mio. chinesische Passagiere eine Kreuzfahrt durch und belegten laut Cruise Lines International Association (Clias) nach den USA (11,5 Mio.) und vor Deutschland (2,0 Mio.) in dem Jahr den zweiten Platz in der weltweiten Passagierrangliste. China ist der am schnellsten wachsende Markt und wird voraussichtlich bis 2026 auf rund 10 Millionen Kreuzfahrtpassagiere wachsen. Mehr als 20 große Kreuzfahrtschiffe der mehrheitlich westlichen Reedereien sind in diesem Markt aktiv, und die Kreuzfahrtschiffe werden knapp.
Im November 2014 erfolgte zwischen den größten Teilnehmern dieses Marktes, Carnival Corporation als Betreiber, Fincantieri als Bauwerft und CSSC als größte chinesische Werftengruppe eine grundsätzliche Vereinbarung zum Bau und Betrieb von Kreuzfahrtschiffen.
Im Oktober 2015 schlossen die Carnival Corporation mit der CSSC und China International Capital Corporation (CIC), dem Staatsfonds der Volksrepublik, in London den Vertrag zu einem Joint Venture in China ab. Der Vertrag wurde unter der Teilnahme des britischen Premierminister David Cameron und des chinesischen Präsidenten Xi Jinping unterzeichnet. 60 % der Anteile halten CSSC und CIC, die restlichen Anteile übernahm Carnival Corporation.

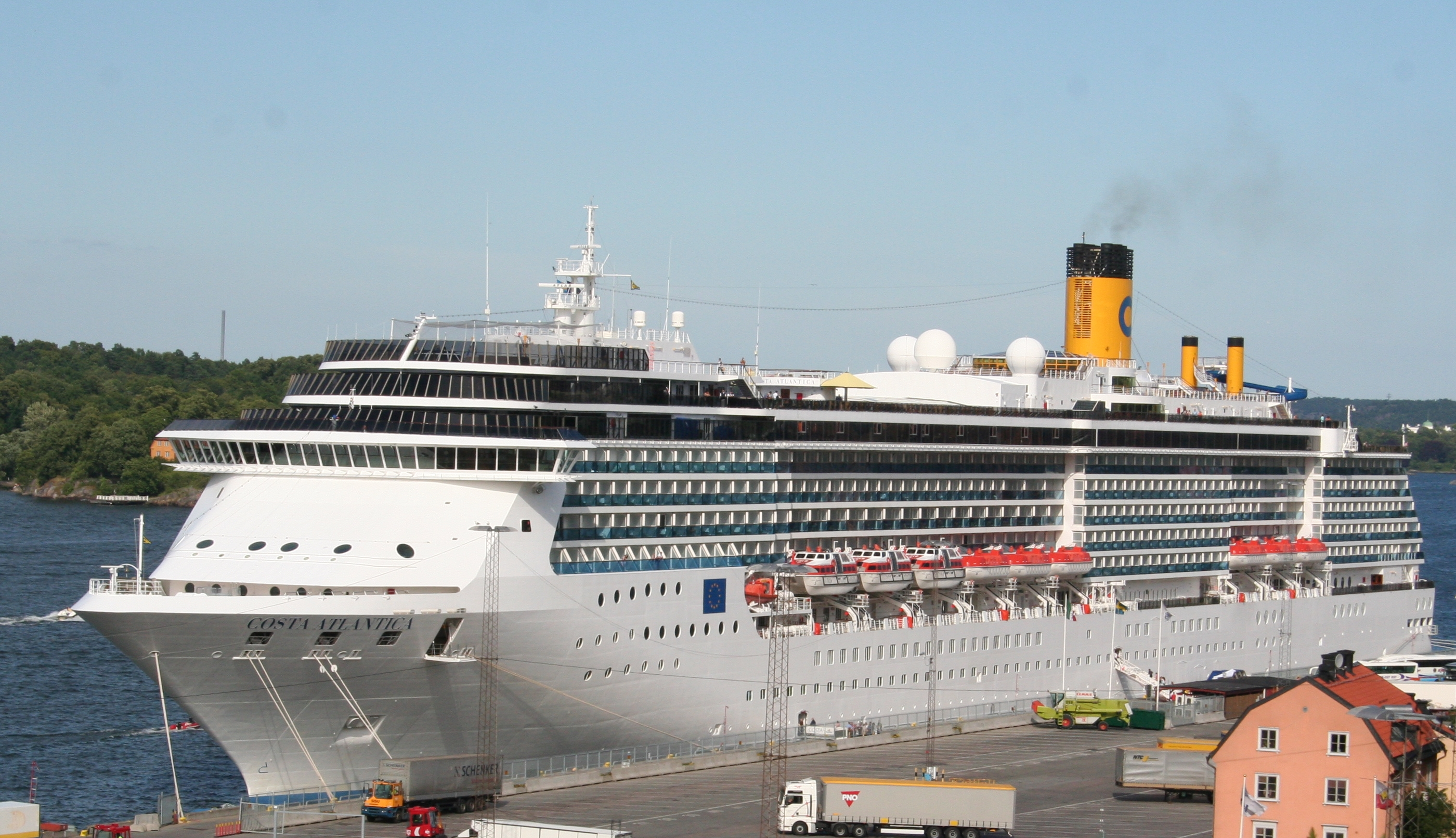
Costa Atlantica
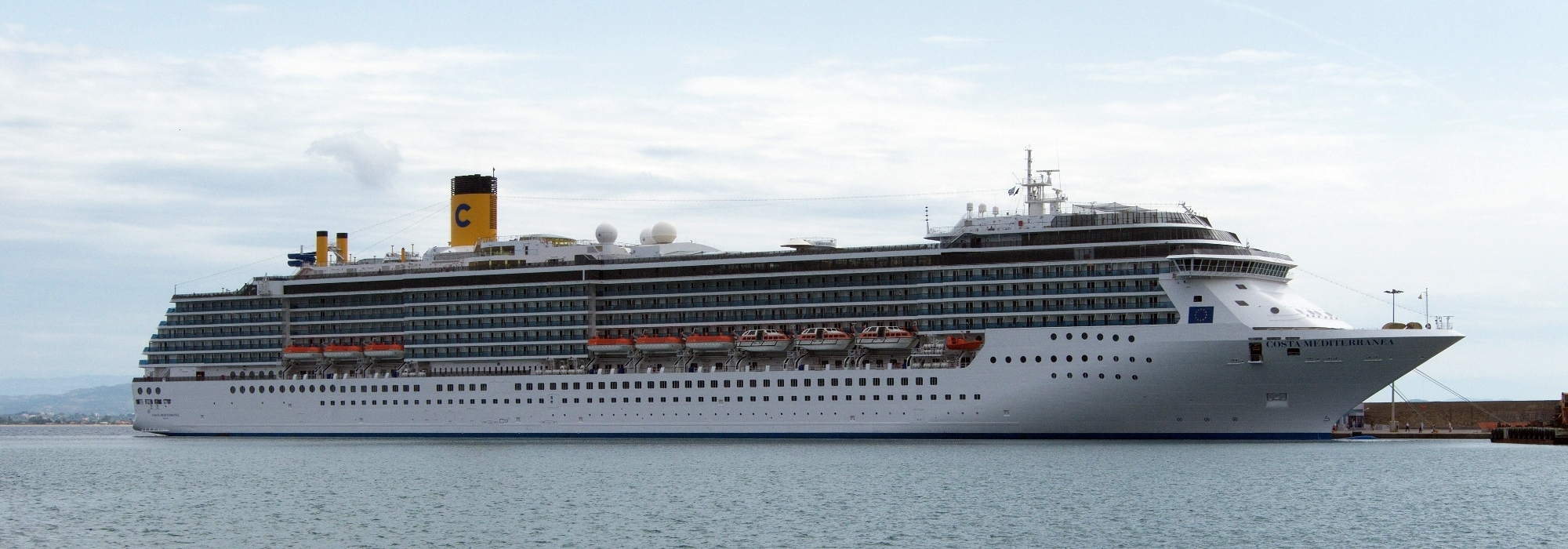
Costa Mediterranea
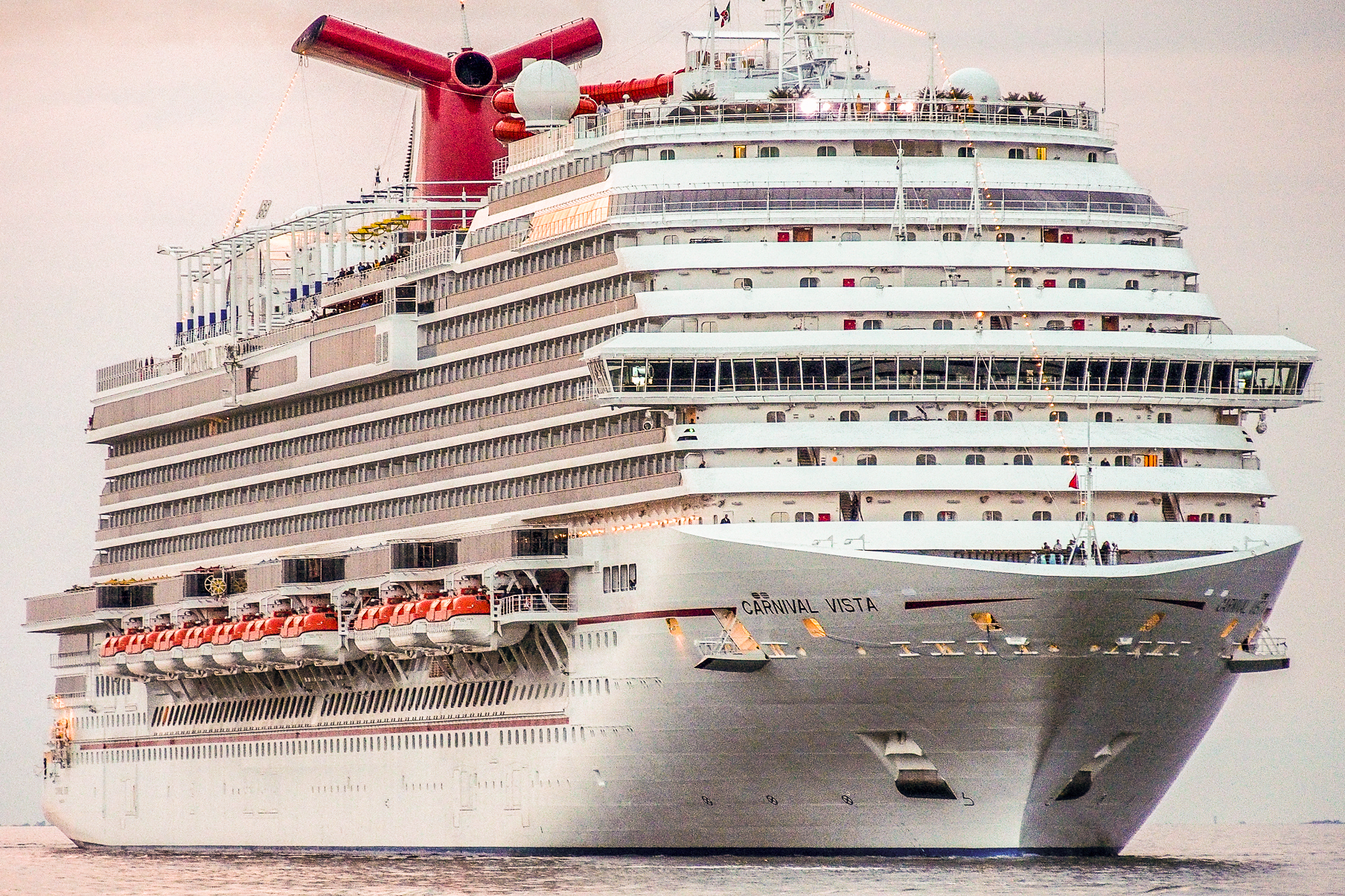
Vista-Klasse

Die neu geschaffene chinesische Kreuzfahrtmarke CSSC Carnival Cruise Shipping Limited soll Schiffe aus der Flotte der Carnival Corporation kaufen und mit Heimathafen in China einsetzen. Weiterhin sollen später die neuen, in China gebauten, Kreuzfahrtschiffe hier ihre Basis haben. Als erste Schiffe wurden die Costa Atlantica und die Costa Mediterranea übernommen.
Am 22. Februar 2017 wurde in Peking in der Großen Halle des Volkes in Anwesenheit des italienischen Präsidenten Sergio Mattarella und des Präsidenten der Volksrepublik China, Xi Jinping, zwischen CSSC, Fincantieri und Carnival eine verbindliche Absichtserklärung zur Kreuzfahrtschifffahrt unterzeichnet. Die Absichtserklärung wurde von Giuseppe Bono (CEO Fincantieri), Wu Qiang (Präsident CSSC) und Michael Thamm (CEO Asia Carnival, Costa Group) unterzeichnet. Es betrifft zwei Joint Ventures zum Bau und Betrieb von Kreuzfahrtschiffen in China.
Dazu die Fincantieri Presseerklärung als Zitat:

„Triest, 22. Februar 2017 - Fincantieri, die China State Shipbuilding Corporation (CSSC) und die Carnival Corporation & plc unterzeichneten ein verbindliches Memorandum of Agreement (MoA) für den Bau von zwei Kreuzfahrtschiffen mit der Option für weitere 4, die ersten Einheiten, die jemals in China für den chinesischen Markt gebauten. Die Parteien unterzeichneten das MoA im Namen des Joint Ventures zwischen Fincantieri und CSSC Cruise Technology Development Co. (CCTD), des Joint Ventures zwischen Carnival Corporation und CSSC sowie der Werft Shanghai Waigaoqiao Shipbuilding Co., Ltd (SWS).
Die Vereinbarung, die unter bestimmten Bedingungen und mit einem ungefähren Wert von 1,5 Milliarden US-Dollar für die ersten beiden Schiffe festgelegt wurde, aktualisiert die Bedingungen, die am 23. September zwischen den Parteien CIC Capital, CCTD und SWS angekündigt wurden, um das Wachstum der chinesischen Kreuzfahrtindustrie zu entwickeln und zu unterstützen. Das historische MoA wurde vom CEO von Fincantieri, Giuseppe Bono, von Michael Thamm, CEO von Carnival Asia und Costa Group, und von Wu Qiang, Präsident von CSSC, unterzeichnet. Die feierliche Unterzeichnung fand heute in der Großen Halle des Volkes in Peking statt, anlässlich des 4. Italien-China-Wirtschaftsforums, an dem der italienische Präsident Sergio Mattarella und der chinesische Präsident Xi Jinping teilnahmen. Die neuen Schiffe werden auf der SWS-Werft, einer Einrichtung der CSSC-Gruppe, gebaut. Das Design wird auf den spezifischen Geschmack der chinesischen Reisenden und für die neue chinesische Kreuzfahrtmarke des Joint Ventures zwischen Carnival Corporation, CSSC und CIC Capital zugeschnitten, die auch die Einheiten betreiben werden. Die erste Lieferung wird im Jahr 2023 erwartet.“

## Werften
1982 wurde die staatliche China Shipbuilding Corporation (CSSC) gegründet, in der die wichtigsten Werften integriert wurden. 1999 wurde die CSSC-Gruppe in zwei regionale Bereiche gespalten. Die Werften der südlichen Region um Shanghai, Guangzhou und anderen Hafenstädten in den Provinzen Jianxi und Anhui verblieben in der CSSC-Werftengruppe. Die wichtigsten Werften im nördlichen Teil von China, besonders in der Bucht von Bohai, wurden in der China Shipbuilding Industry Corporation (CSIC) konzentriert.

## Zulieferindustrie
Im Januar 2015 verkaufte Wärtsilä 70 % seiner Zweitakt-Dieselmotoren-Sparte (rund 350 Mitarbeiter) an CSSC. Die verbliebenen 30 % wurden in die gemeinsame Firma Winterthur Gas & Diesel (WinGD) mit Sitz in Winterthur (Schweiz) eingebracht, um Zweitakt-Schiffsmotoren für den Weltmarkt zu entwickeln und zu konstruieren. 2016 übernahm das chinesische Staatsunternehmen CSSC WinGD zu 100 %.

## Bau von zwei Kreuzfahrtschiffen in China (+ 4 Optionen)
Konkret erfolgte von Asia Carnival und der CIC die Bestellung von zwei Kreuzfahrtschiffen im Wert von 1500 Mio. US-Dollar mit einer Option für vier weitere Neubauten. Der Bau erfolgt bei der CSSC-Tochter Shanghai Waigaoqiao Shipbuilding nach der Designlizenz der von Fincantieri gebauten Vista-Klasse mit 323 m Länge, einer Vermessung von rund 134.000 BRZ und einer Kapazität von rund 5000 Passagieren. Im Rahmen der Vereinbarung wird die Carnival Corporation sich vor Ort an der Bauaufsicht beteiligen. Die Ablieferung des ersten dieser Schiffes ist für 2023 geplant. Von Fincantieri kommen die Technologieplattform, das Know-how und die Schlüsselkomponenten. Das Design wird auf den speziellen Geschmack der chinesischen Touristen und auf die neue chinesische Kreuzfahrtmarke des Joint Ventures zwischen Carnival Corporation, CSSC und CIC Capital zugeschnitten, die auch die Einheiten betreiben wird.

## Infinity-Klasse
Bei China Merchants Heavy Industry entstanden die X-Bow-Schiffe der Infinity-Klasse.